# Niet-vliegende anomalure
De niet-vliegende anomalure (Zenkerella insignis) is een knaagdier uit de familie Zenkerellidae dat voorkomt van Kameroen tot Gabon. Het is de enige levende stekelstaarteekhoorn zonder vlieghuid.
Hij wordt 18 tot 23 cm lang (staart 15 tot 17 gram) en weegt 180 tot 220 gram. Hij is grotendeels grijsachtig. De wangen en poten zijn echter deels okerkleurig. De onderkant is zeer lichtgrijs. De staart is zwart.